# Lucio Fundanio Lamia Eliano
Lucio Fundanio Lamia Eliano  fue un senador romano activo durante los gobiernos de Trajano y Adriano.

## Familia
Lamia Eliano era el hijo de Lucio Elio Lamia Plaucio Eliano, cónsul sufecto en el año 80. Ronald Syme identifica a Lamia Eliano con un hermano de la supuesta pero no documentada Plaucia, que contrajo matrimonio en tres ocasiones y cuyos hijos se casaron con miembros de la dinastía Antonina.
Tuvo dos hijos conocidos, un hijo y una hija. Su hijo fue Lucio Plaucio Lamia Silvano, cónsul en 145. Su hija fue Fundania, cuya existencia se infiere del nombre de Annia Fundania Faustina, hija de Marco Annio Libón, cónsul en 128, y por lo tanto esposa de Libón.

## Carrera pública
Fue cónsul romano en 116 junto a Sexto Carminio Veto. Fue más tarde procónsul de la provincia romana de Asia en 131-132.